# Croatan
Croatan Indijanci (Croatan Indians, Lumbee), narod tajanstvenog porijekla danas nastanjen u Sjevernoj Karolini u okruzima Robeson, Hoke, Scotland, i Cumberland.

## Porijeklo i povijest
Riječ 'Croatan' veoma je popularna u Sjevernoj Karolini.
Postoji više teorija o njihovom porijeklu, najpopularnija je ona da su potomci Hatteras Indijanaca i kolonista (njih oko 120; među njima je navodno bilo i dubrovačkih pomoraca) koji su se 1587. naselili na otoku Roanoak.  Otok leži pred obalom Sjeverne Karoline. Naselje u kojem su živjeli nazvano je 'Lost Colony' (Izgubljena kolonija) jer su stanovnici netragom nestali, vjerojatno su se priključili Indijancima i otišli. Mnogi današnji Lumbee imaju ista prezimena kao i nestali kolonisti. Prema Adolph Dial-u, povjesničaru iz plemena Lumbee, Croatani i Englezi su sudjelovali u stvaranju današnjih Lumbee Indijanaca.
Riječ 'Croatan' dano je ovom plemenu prema napisu CRO koji je bio ucrtan na jednom drvetu. Druga je teorija da su Lumbee potomci Čerokija, Tuscarora i Istočnih Siouxa.
Tijekom 1800-ih godina, Lumbee su bili nazivani imenom Croatan Indians jer su izgledali poput Indijanaca ali su živjeli poput bijelih naseljenika. Sjeverna Karolina im je dala poseban legalni status, uključujući i pravo da imaju svoje vlastite škole. Prva njihova škola 'Croatan Normal School' otvorena je 1887. u Pembroke-u u Sjevernoj Karolini. Danas je to 'Pembroke State University'.
- Danas su Croatani najveće samostalno pleme istočno od rijeke Mississippi, prema popisu iz 1990. bilo ih je 48.000. Oni čine najveću indijansku grupu bez rezervata i mnogi žive i rade od zemlje. Lumbee ili Croatan Indijancima odbijen je federalni status 'Indijanskog plemena' zbog visokog postotka miješane krvi, kako one iz drugih plemena tako i crnačke.  Lumbee su naime bili poznati po tome što su pružali utočište izbjeglim crnačkim robovima. Lumbee su danas organizirani u više plemena, to su: Kaweah Indian Nation iz Sjeverne Karoline, pleme United Lumbee Nation of North Carolina and America. Ovdje treba napomenuti i da se ostaci Cheraw Indijanaca prodaju pod Croatane nazivavši sebe Lumbee Tribe of Cheraw Indians.

Henry Berry Lowrie nazivan  "Indian Robin Hood", njihova poznata ličnost iz  (1860-tih) ima među ovim narodom status narodnog heroja. Bio je kako kažu 'veliki bandit'. Njegova obitelj porijeklom iz Virginije bila je poznata po gradnji cesta. Njegovo ime danas nosi cesta Lowrie road u Sjevernoj Karolini.

## Alternativna teorija o porijeklu
Američki znanstvenici Dr. Paul Heinegg i Dr. Virginia E. Demarce iznijeli su teoriju u svojoj knjizi Free African Americans, utemeljenu na genaološkim dokumentima i drugim dokazima, da Croatani, odnosno današnji Lumbee, uopće nisu indijanci, nego su mulatskog (miješanog crnačkog i bjelačkog) porijekla.
Članak iz 1872. u New York Herald-u govori o okrugu Robeson u kojemu živi većina Lumbee-a ( od 1885 do 1911. nazivanih Croatan) kao o "Mulatskom Kapitolu". Također popis stanovništva iz kolonijalnog vremena govori da je stanovništvo okruga Robeson ( tada Bladen ) "sve mulatsko i crnačko, bez indijanaca" ("is all Mulatto and Negro, No Indians".)

## Današnja baština
- Lost Colony center for Science and Research, je danas službeni znanstveno-istraživački centar uz otok Manteo (bivši Roanoke) koji se od 1998. bavi povijesnim, arheološkim, genealoškim i biogenetskim (DNK) analizama svih dostupnih tragova prvobitnih doseljenika i okolnih Indijanaca (The Croatan Project, East Carolina University).

## Poznati Croatani
Poznate osobe kroatanskog (lumbeejskog) podrijetla.
- Heather Locklear.[2]